# Gustav Heinrich Lorenz Schön
Gustav Heinrich Lorenz Schön (* 23. März 1832 in Lübeck; † Frühjahr 1873 ebenda) war ein deutscher Maler und Zeichner.

## Leben
Gustav Schön wurde als Sohn des Weinhändlers David Schön geboren. Da er von früher Kindheit an gehörlos war (die Familienüberlieferung kennt hierzu zwei einander widersprechende Versionen; einer zufolge kam Schön bereits gehörlos zur Welt, die andere sieht in einer Ansteckung durch eine skrofulöse Amme die Ursache), konnte er nicht in das Geschäft seines Vaters eintreten. Stattdessen erlernte er den Beruf des Fotografen und absolvierte anschließend zusätzlich eine Lithographenlehre.
Ein Augenleiden verhinderte jedoch, dass Schön den Lithographenberuf lange ausüben konnte; es ist keine bedeutende Lithographie von seiner Hand bekannt. Um 1860 wandte er sich daher stattdessen der Malerei und Grafik zu, die er als völliger Autodidakt ausübte. Seine bevorzugten Sujets wurden Landschafts- und Naturstudien sowie Architekturbilder mit Motiven seiner Heimatstadt Lübeck.
Schön zeigte in mehreren Lübecker Kunstausstellungen Ölbilder, die jedoch erheblich kritisiert wurden. Dennoch gelangten zahlreiche seiner Werke auf diese Weise in Privatbesitz, während die städtische Gemäldesammlung des Museums am Dom niemals eines seiner Bilder erwarb.
Im Frühjahr 1873 fasste Schön den Entschluss, ein Kunststudium an der Dresdner Kunstakademie zu beginnen, um durch akademische Schulung den Status des Autodidakten hinter sich zu lassen. Während der Reisevorbereitungen erkrankte er jedoch an einer Lungenentzündung, die seinen Tod herbeiführte.

## Künstlerische Einordnung
Gustav Schön ist vor allem bekannt für seine ästhetisch ansprechenden Darstellungen der Lübecker Altstadt, die teilweise bis heute in Büchern zur Illustration des Lübecks der Buddenbrookzeit verwendet werden. Zugleich aber sind gerade diese Gemälde der Grund dafür, dass er schon zu Lebzeiten als Künstler nicht ernst genommen wurde und bis heute oft als Dilettant von fragwürdigem Talent eingestuft wird: Schön pflegte die Szenarien, die er abbildete, teils erheblich umzugestalten und auszuschmücken, um ihre romantische Wirkung zu steigern. Hierzu versetzte er beispielsweise Bauten in Straßen, in denen sie sich nicht befanden, veränderte geographische Bezüge und nahm zahlreiche phantasievolle Änderungen am Erscheinungsbild einzelner Häuser vor, damit der Gesamteindruck malerischer wurde. In seinem oft reproduzierten Bild der Markttwiete etwa sind die Häuser der linken Seite ausnahmslos Phantasieprodukte, das im Hintergrund sichtbare Haus mit dem Treppengiebel und dem auffälligen Renaissanceportal an der Ecke zur Braunstraße befand sich an ganz anderer Stelle im Schüsselbuden und die Staffage mit Gotteskeller und Säule im rechten Vordergrund war frei erfunden.
Schön gilt unter Stadtbildhistorikern wegen derartiger Freiheiten in der Wiedergabe der Realität gemeinhin als äußerst unpräzise und nicht verlässlich, um das Aussehen Lübecks im 19. Jahrhundert zu rekonstruieren. Dieses Urteil ist jedoch zu pauschal gefasst. In seinen Zeichnungen, die ihm als Grundlage für die Bilder dienten, gab Schön die Wirklichkeit exakt und peinlich genau im Detail wieder. Erst bei der Umsetzung der Motive in Gemälde nahm er die romantisierenden Veränderungen vor. Ein Beispiel hierfür ist seine Darstellung des Kleinen Bauhofs, gesehen von der Teufelstreppe. Die Bleistiftzeichnung ist ein präzises und nüchternes Abbild der Realität; bei dem hieraus entstandenen Aquarell nahm Schön hingegen unzählige große und kleine Änderungen, um die Szenerie romantischer zu gestalten: Häuser erhielten vorkragende Obergeschosse und freiliegendes Fachwerk, aus einem schlichten Türsturz wurde ein Rundbogen, ein einfacher Giebel zu einem Treppengiebel, Bäume bereicherten das Szenario. Eine besonders großzügige Auslegung des Vorbilds zeigt sich in der Platzierung der Turmspitzen der Marienkirche im Hintergrund, die damit um mindestens einen Kilometer verschoben wurde und sich deutlich außerhalb der Altstadt befinden müsste.

## Bilder

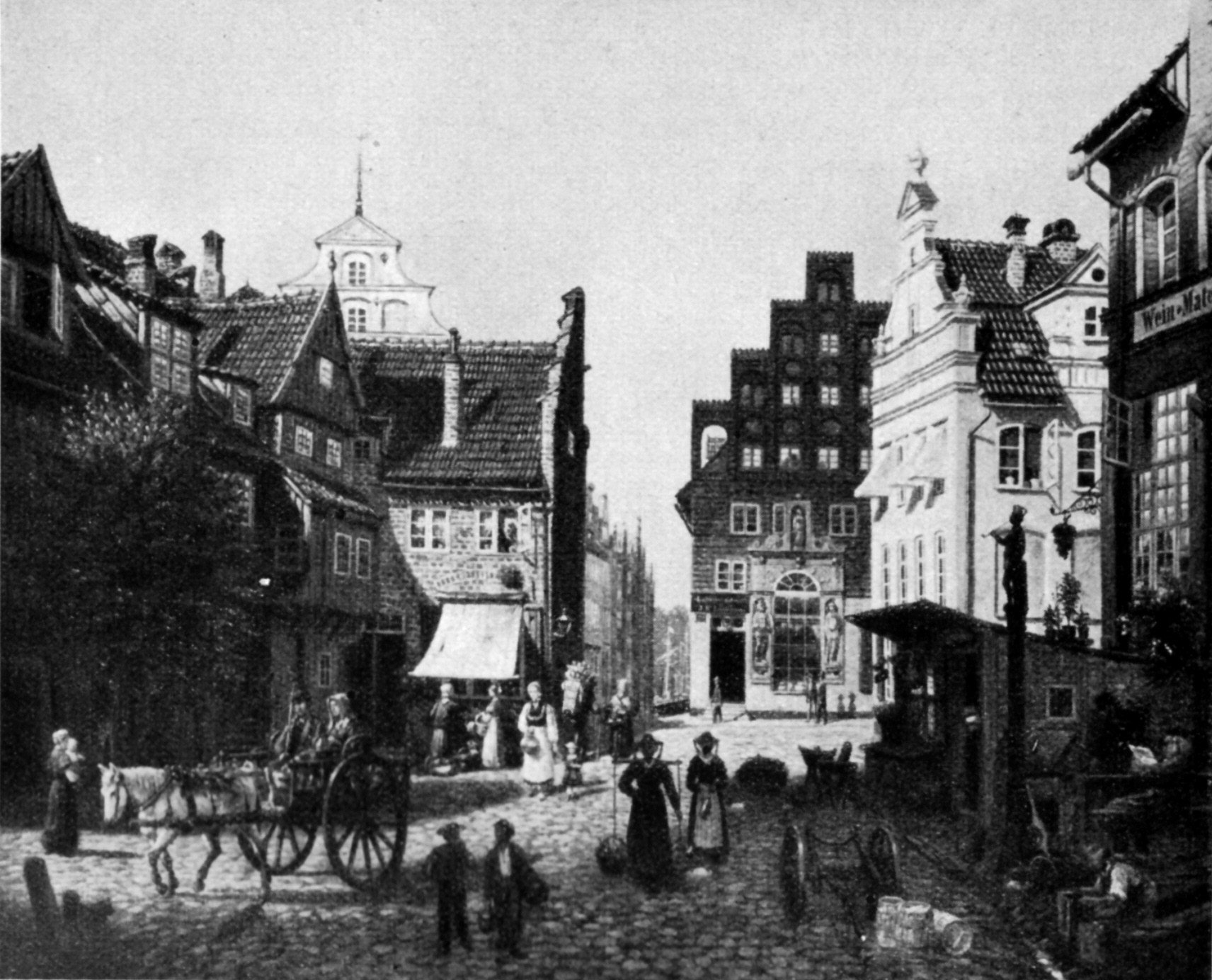
Die Markttwiete mit Blick in Richtung Braunstraße
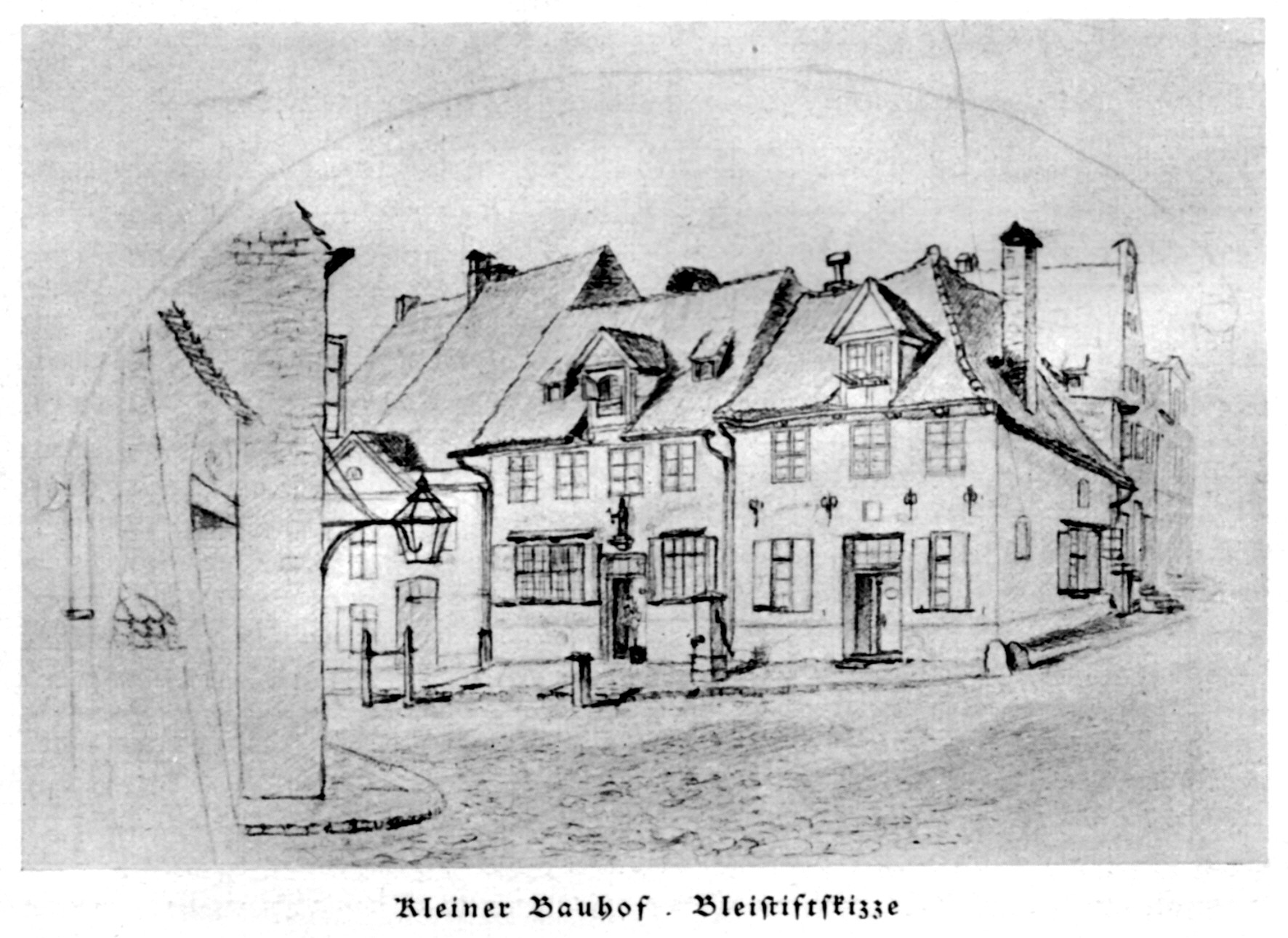
Der Kleine Bauhof, Bleistiftzeichnung
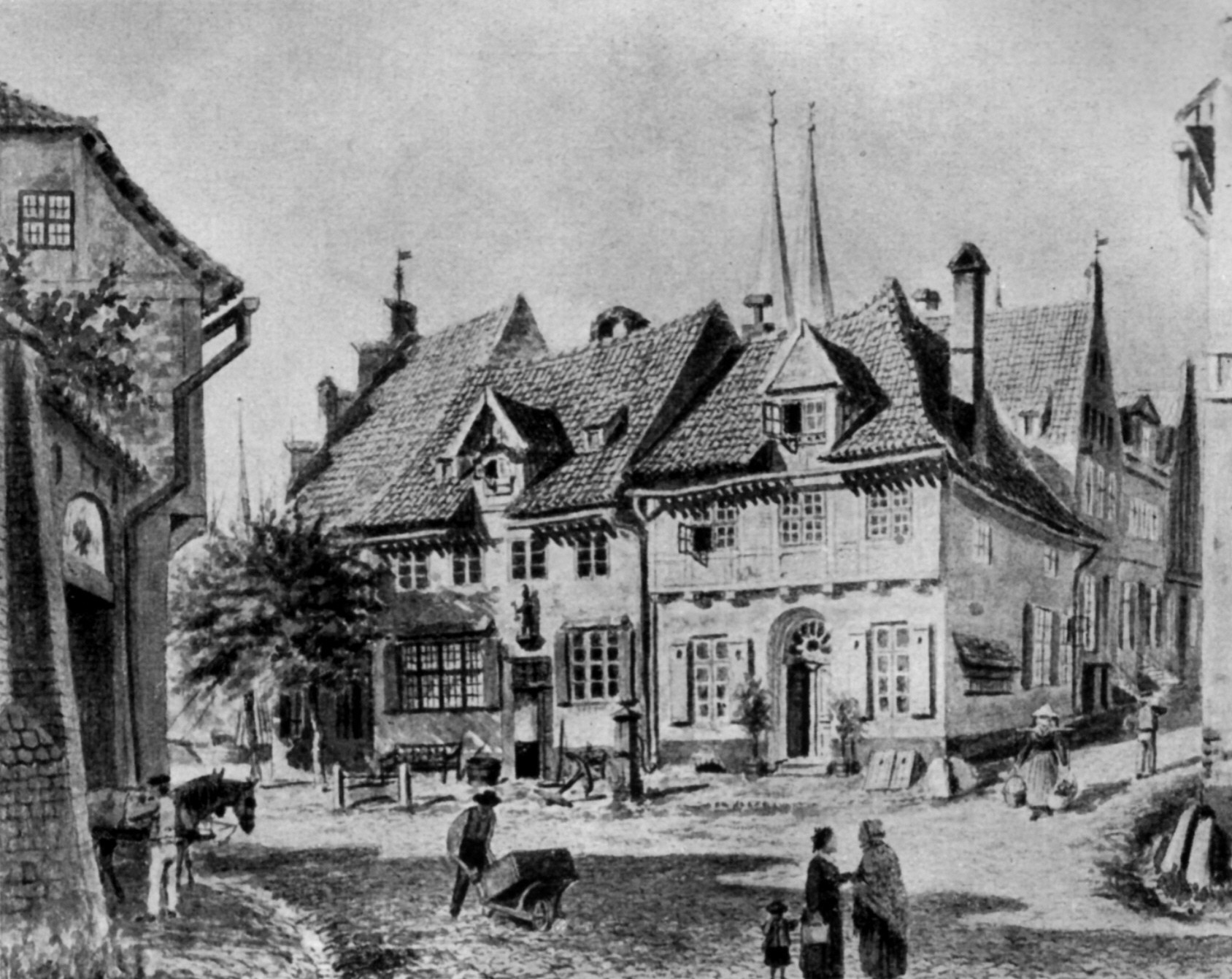
Der Kleine Bauhof, Aquarell
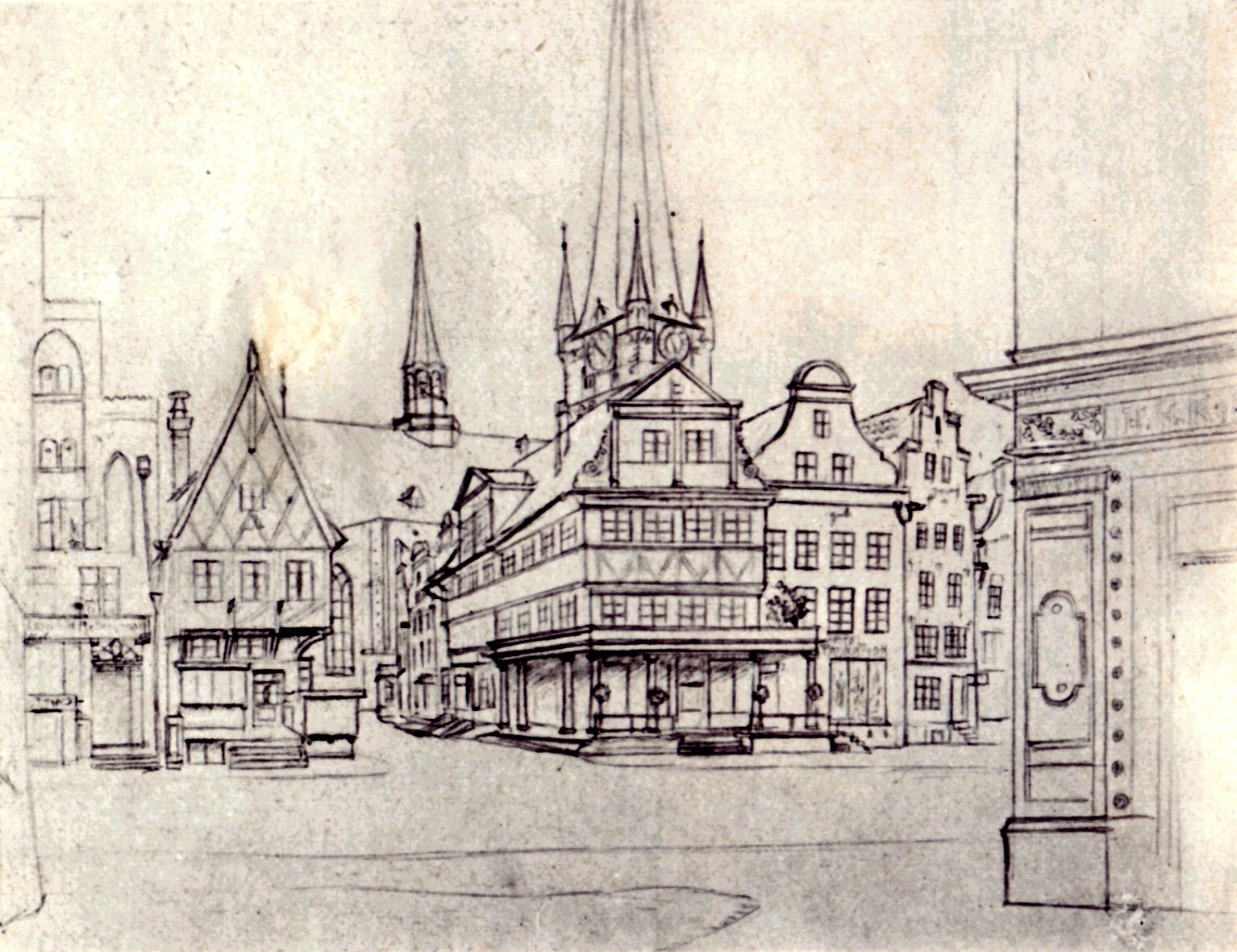
Die Holstenstraße
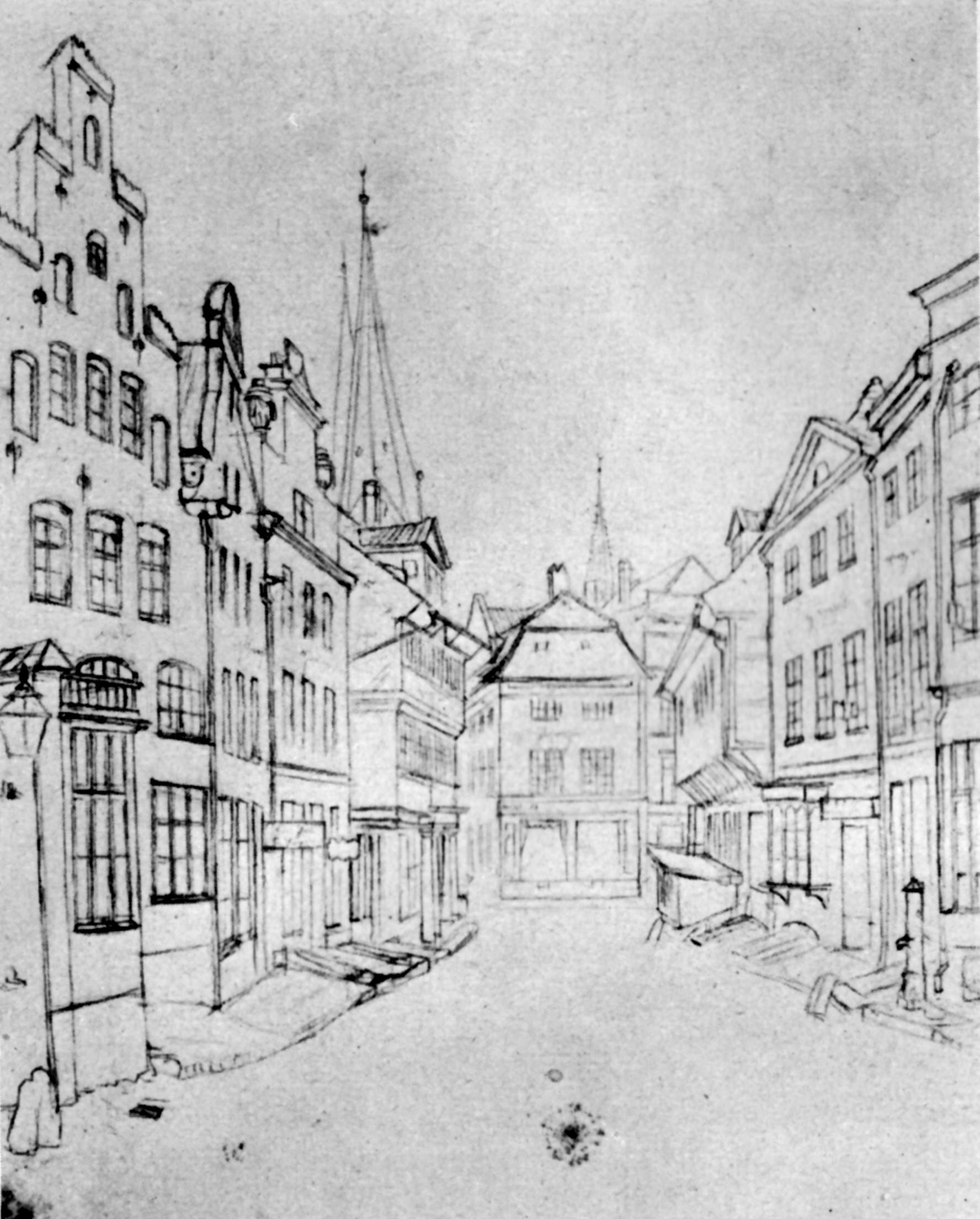
Hinter St. Petri
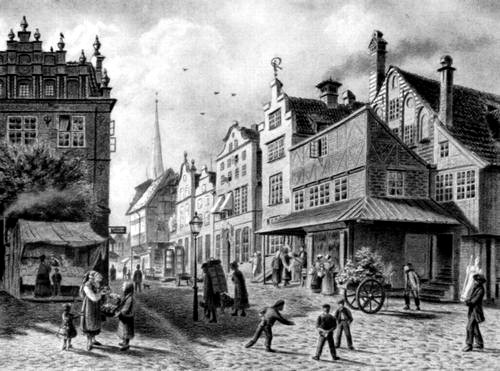
Blick vom Marienkirchhof in den Weiten Krambuden
Die Küterhäuser an der Wakenitz

| Personendaten    | Personendaten                 |
| ---------------- | ----------------------------- |
| NAME             | Schön, Gustav Heinrich Lorenz |
| KURZBESCHREIBUNG | deutscher Maler und Zeichner  |
| GEBURTSDATUM     | 23. März 1832                 |
| GEBURTSORT       | Lübeck                        |
| STERBEDATUM      | 1873                          |
| STERBEORT        | Lübeck                        |